# قزح (إله)
قُزح هو إله عند العرب قبل الإسلام، يعبده أهل مزدلفة. طقوس ما قبل الإسلام من الأفاضة يُحتفل بها بعد حدوث الاعتدال الخريفي بمواجهة الحرم. أشهر إشارة دائمة إلى قزح هي مصطلح قوس قزح.